# FAヴェイス
FAチャレンジ・ヴェイス（The Football Association Challenge Vase、スポンサー名義でいすゞFA Vase）は、イングランドで行われているサッカーのカップ戦。1974年創設。
FAチャレンジ・ヴェイスに参加できるのは、イングランドのサッカーリーグシステムにおいて、9部以下のリーグに所属するクラブである。つまり、ノーザンプレミアフットボールリーグ、サザンフットボールリーグ、イスミアンフットボールリーグよりも下位に位置するリーグのクラブによって争われる。決勝戦はウェンブリー・スタジアムで行われる。

## 過去の優勝クラブ
- 1974-1975 ホッデストン・タウン
- 1975-1976 ビラリキー・タウン
- 1976-1977 ビラリキー・タウン
- 1977-1978 ニューカッスル・ブルースター
- 1978-1979 ビラリキー・タウン
- 1979-1980 スタンフォード
- 1980-1981 ウィッカム
- 1981-1982 フォレストグリーン・ローヴァーズ
- 1982-1983 ヴァレー・スポーツ
- 1983-1984 スタンステッド
- 1984-1985 ヘールズオウェン・タウン
- 1985-1986 ヘールズオウェン・タウン
- 1986-1987 セントヘレンズ・タウン
- 1987-1988 コルン・ダイナモス
- 1988-1989 タムワース
- 1989-1990 イェディング
- 1990-1991 ギーズリー
- 1991-1992 ウィンボーン・タウン
- 1992-1993 ブリドリントン・タウン
- 1993-1994 ディス・タウン
- 1994-1995 アールジー・タウン
- 1995-1996 フリッグ・タウン
- 1996-1997 ウィトビー・タウン
- 1997-1998 ティヴァートン・タウン
- 1998-1999 ティヴァートン・タウン
- 1999-2000 ディール・タウン
- 2000-2001 トーントン・タウン
- 2001-2002 ウィットリー・ベイ
- 2002-2003 ブリッグ・タウン
- 2003-2004 ウィンチェスター・シティ
- 2004-2005 ディドコット・タウン
- 2005-2006 ナントウィッチ・タウン
- 2006-2007 トゥルーロ・シティ
- 2007-2008 カーカム&ウェサム
- 2008-2009 ウィットリー・ベイ
- 2009-2010 ウィットリー・ベイ
- 2010-2011 ウィットリー・ベイ
- 2011-2012 ダンストンUTS
- 2012-2013 Spennymoor Town
- 2013-2014 ショーリング
- 2014-2015 North Shields

## クラブ別優勝回数
| クラブ                           | 優勝回数 | 準優勝回数 |
| -------------------------------- | -------- | ---------- |
| ウィットリー・ベイ               | 4        | 0          |
| ビラリキー・タウン               | 3        | 0          |
| ティヴァートン・タウン           | 2        | 1          |
| ヘールズオウェン・タウン         | 2        | 1          |
| ブリッグ・タウン                 | 2        | 0          |
| スタンフォード                   | 1        | 2          |
| トーントン・タウン               | 1        | 1          |
| ブリドリントン・タウン           | 1        | 1          |
| ギーズリー                       | 1        | 1          |
| ノース・シールズ                 | 1        | 0          |
| ショーリング                     | 1        | 0          |
| スペニームア・タウン             | 1        | 0          |
| ダンストンUTS                    | 1        | 0          |
| AFCフィルド                      | 1        | 0          |
| トゥルーロ・シティ               | 1        | 0          |
| ナントウィッチ・タウン           | 1        | 0          |
| ディドコット・タウン             | 1        | 0          |
| ウィンチェスター・シティ         | 1        | 0          |
| ディール・タウン                 | 1        | 0          |
| ウィトビー・タウン               | 1        | 0          |
| アールジー・タウン               | 1        | 0          |
| ディス・タウン                   | 1        | 0          |
| ウィンボーン・タウン             | 1        | 0          |
| イェディング                     | 1        | 0          |
| タムワース                       | 1        | 0          |
| コルン・ダイナモス               | 1        | 0          |
| セントヘレンズ・タウン           | 1        | 0          |
| スタンステッド                   | 1        | 0          |
| VSラグビー                       | 1        | 0          |
| フォレストグリーン・ローヴァーズ | 1        | 0          |
| ウィッカム                       | 1        | 0          |
| ブルースター                     | 1        | 0          |
| ホッデスドン・タウン             | 1        | 0          |